# Carl Brandes
Buchhandlung von Carl Brandes oder Karl Brandes war der Name einer 1866 in Hannover eröffneten Buch-, Kunst-, Antiquariats- und Landkarten-Handlung mit angeschlossenem Verlag.

Titelseite „Adreßbuch der Fabriken u. Gewerbebetriebe der Provinz Hannover“. Band 1, Verlag Buchhandlung von Carl Brandes, Hannover 1879

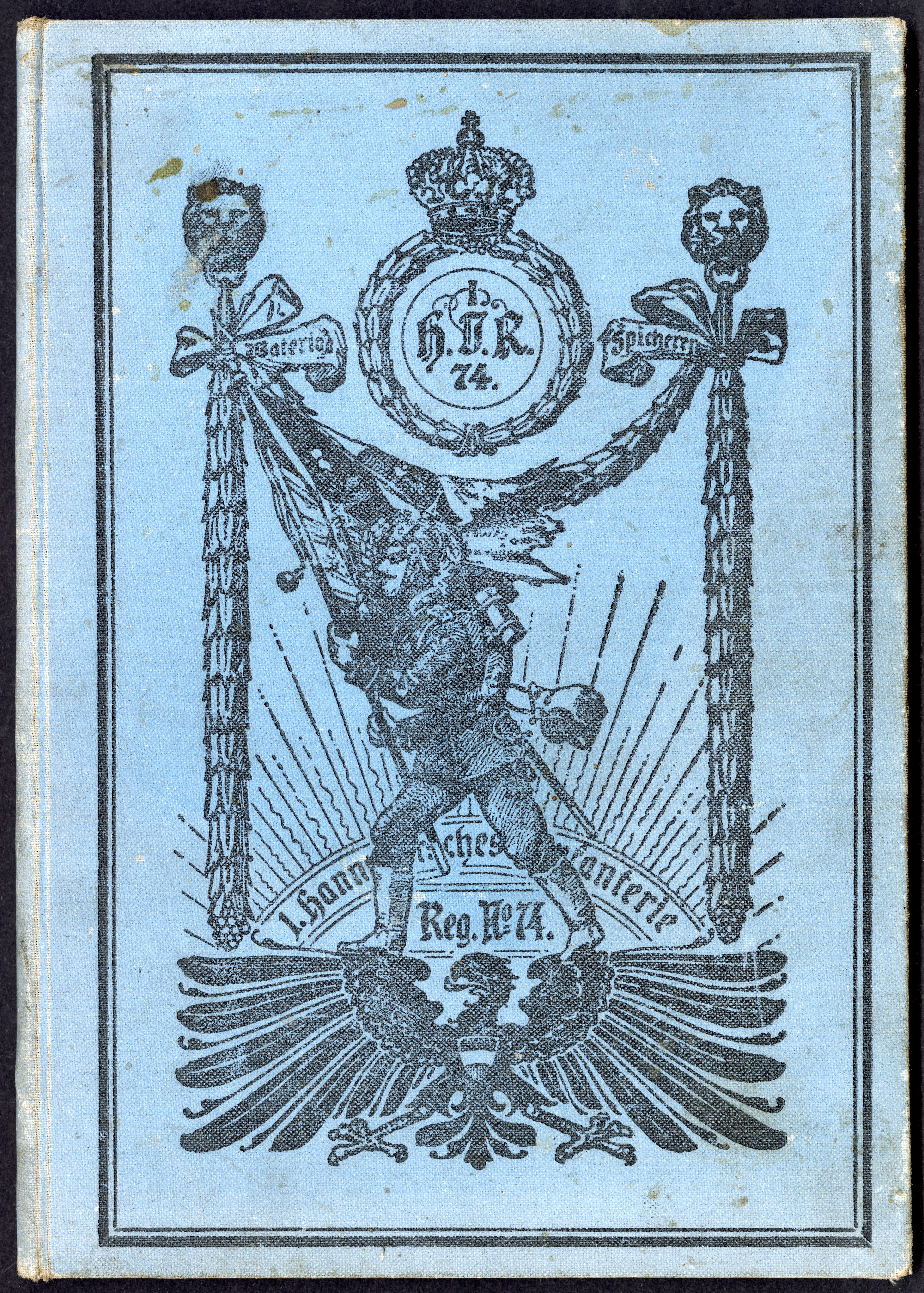
Erich von Marcard: „Geschichte des 1. Hannoverschen Infanterie-Regiments No. 74“. Verlag Buchhandlung von Carl Bandes, Hannover 1904

Der gleichnamige Firmengründer – vollständiger Name Carl Otto Ludolph Brandes, Sohn des Oberkommissärs Brandes – hatte seit Beginn seiner Ausbildung zum Buchhändler ab 1. Mai 1854 insgesamt 12 Jahre praktische Erfahrungen in seinem Beruf gesammelt, zunächst bei Carl Meyer und dem Königlichen Hof-Buchhändler Victor Lohse in Hannover, dann auch bei Emile Flatau in Brüssel sowie bei Joseph Baer in Frankfurt am Main. Schon zu Beginn der Unternehmensgründung trat die Firma L. A. Kittler in Leipzig als Kommissionär von Brandes in Erscheinung.
Der auch als Carlo Brandes bekannte Unternehmer eröffnete seine Sortimentsbuchhandlung im Hause „Breitestrasse Nr. 6“. Er verlegte unter anderem 1870 die Blätter aus der Michael-David’schen Stiftung in Hannover. Eine Besonderheit dabei war die Verwendung sowohl lateinischer wie auch hebräischen Lettern aus der Druckerei von Hermann L. Fridberg.
Nach dem Tod von Brandes am 2. Februar 1885 erbte dessen Ehefrau Bertha Brandes, geborene Neuer, und deren beiden minderjährigen Kinder die Buchhandlung. Die Witwe erteilte dem zuvor 12 Jahre als Gehilfen in dem Unternehmen tätigen Carl Rath Handlungsvollmacht zur Fortführung der Geschäfte.
Zum 1. März 1902 übernahm der Sohn Carl Brandes die Buchhandlung, Prokura erhielt Otto Thiele.

## Bei Brandes erschienene Veröffentlichungen (Auswahl)
- Joseph Schlaberg: Ein Abschiedswort an's Vaterland. Auf allgemeinen Wunsch abgedruckt von Pastor Schlaberg, Hannover. Buchhandlung von Carl Brandes (Breitestraße 6), Druck der Hofbuchdruckerei der Gebr. Jänecke, 7. Auflage, 1866[6]
- Ehrenreich Eichholz: Die bundesstaatlich-constitutionelle Fraction auf dem Reichstage des Norddeutschen Bundes. Von Ehrenreich Eichholz, Reichstag-Abgeordneten des 15. hannoverschen Wahlbezirks, Druck von Jacob & Neuber, Hannover: Buchhandlung von Carl Brandes. (Breitestraße Nr. 6), 1867
- Ludwig Grote: Leibniz und seine Zeit. Populäre Vorlesungen. Buchhandlung von Carl Brandes, Hannover 1869
- E. A. W. Günther: Die deutsche Heldensage des Mittelalters. Für Schule und Haus. Buchhandlung von Carl Brandes, Hannover 1870.
- Julius Bärens: Der preußische Staat und die hannover’sche Kirche. Deutsche Worte an die Hannoveraner. Buchhandlung von Carl Brandes, Hannover 1870 (Digitalisat).
- Blätter aus der Michael-David’schen Stiftung in Hannover. Buchhandlung von Carl Brandes, Hannover 1870 (Digitalisat); darin:
  - I. Max Landsberg: Mittheilungen über die Michael David'sche Stiftung zu Hannover.
  - II. Jacob Cohn: Ehrenrettung des Jonathan Eibeschütz. Ein Beitrag zur Kritik des Grätz’schen Geschichtswerkes
  - III. J. J. Krimke: Über die beiden Monate Adar.
- August Nolte: Erinnerungen an Matthias Perthes und Ludwig Pfotenhauer. Zwei Geistliche der Gegenwart für die Gegenwart. Buchhandlung von Carl Brandes, Hannover 1871.
- Georg Friedrich Franz Gerhard von Pape: Hoffnung und Gefahr / vom Geheimen Rath und Oberappellations-Gerichts-Vice-Präsidenten a. D. von Pape in Celle, 3. Auflage, Buchhandlung von Carl Brandes, Hannover 1871.
- Claus von der Decken: Deutsche Fragen. Buchhandlung von Carl Brandes, Hannover 1871 (Google-Books);  2. Auflage 1871[7]
- Joseph Gossel: Des Lehrers Entschließungen und frohe Hoffnungen. Antrittspredigt, gehalten in der Synagoge zu Lemförde am Sabbat ... (den 4. Mai 1872), Hannover: Buchhandlung von Carl Brandes, Hannover 1872 (Google-Books).
- (anonym, Onno Klopp): Politische Briefe eines Hannoveraners. Carl Brandes, Hannover 1873[8]
- Die außerordentliche hannoversche Landessynode. Separat-Abdruck aus der Deutschen Volkszeitung mit angehängtem vollständigen Abdruck der Synodalbeschlüsse. Carl Brandes, Hannover 1874
- Anna Müller: Der Schatz im Brunnen oder die Entstehung der Pyrmonter Heilquelle. Ein Märchen von einer Freundin Pyrmonts. Buchhandlung von Carl Brandes, Hannover o. J. [1874].
- Die neue preußische Kirchen-Gemeinde-Ordnung, wie sie lebt. Carl Brandes, Hannover 1874.
- Julius von dem Bussche: Gefechts-Kalender der Hannoverschen Armee vom 30jährigen Kriege bis zur Schlacht bei Langensalza. Carl Brandes, Hannover 1877.
- Carl Ecker: Adreßbuch der Fabriken und Gewerbebetriebe der Provinz Hannover. Mit Genehmigung des Oberpräsidiums zusammengestellt von Gewerberath C. Ecker, königlicher Fabriken-Inspector der Provinz Hannover, 2 Bände,  Buchhandlung von Carl Brandes, Hannover 1881 (Digitalisat Band 1; Band 2).
- Heinrich Langwerth von Simmern: Von 1790 bis 1797. Der Revolutionskrieg im Lichte unserer Zeit. Buchhandlung von Karl Brandes, Hannover 1882
- Erich von Macard (Bearb.): Geschichte des 1. Hannoverschen Infanterie-Regiments No 74. Buchhandlung Carl Brandes, Hannover 1904
- Dietrich Kokemüller: Die Praxis des Briefwechsels, bearbeitet für den Gebrauch in Versicherungsfachschulen und für das Selbststudium, Band 10: Anleitung und Lösungen (= Abhandlungen aus dem Gebiete der Feuerversicherungswissenschaft, Band 10), Hannover : Verlag von Carl Brandes, 1911